# Auserd
Auserd (en àrab أوسرد, Awsard; en amazic ⴰⵡⵙⴰⵔⴷ) és una vila i comuna rural de la província d'Auserd, a la regió de Dakhla-Oued Ed-Dahab, al sud del Sàhara Occidental ocupat pel Regne del Marroc. Segons el cens de 2014 tenia una població total de 5.822 persones. Disposa de poques estructures permanents, ja que la majoria de població és nòmada.
Tanmateix, en els camps de refugiats saharians de Tindouf, a Algèria, Auserd és el nom d'una wilaya d'aproximadament 20.000 residents.